# Миич, Предраг
Пре́драг Ми́ич (серб. Предраг Мијић / Predrag Mijić; 5 ноября 1984, Жабаль, СФРЮ) — сербский футболист, полузащитник сербского клуба четвёртого дивизиона «Младост» (Бачки-Ярак).

## Карьера
Попав в 16 лет в клуб «Цемент» из Беочина, Предраг сыграл первый матч за основной состав лишь в сезоне 2003/04 и сразу стал незаменимым игроком основы. В том же сезоне трансфер игрока выкупил один из лидеров дивизиона Войводины «ЧСК Пивара», где Миич продолжить играть в основе. Успех молодого игрока не оказался незамеченным и летом 2004 года полузащитник перешёл из третьей Сербской лиги в состав одного из лидеров словацкого чемпионата. Там он не получил шансов выступить за основной состав и через год покинул Словакию, перейдя в белградский ОФК. Половину сезона футболист так же провёл на скамейке запасных, а в январе перешёл на правах аренды в «Спартак» из Суботицы. За оставшееся время до конца сезона Предраг сумел впечатлить тренеров своей игрой и в июле 2006 года подписал контракт. С командой за 4 года Миич прошёл путь от Второго дивизиона (Войводина) до сербской Премьер-лиги. В январе 2010 года лидера «Спартака» купил «Партизан» за 100 тысяч евро. За год футболист провёл лишь 6 матчей в чемпионате и зимой Миич разорвал контракт с сербским клубом.
После того как Миич не смог пробиться в стартовый состав белградского «Партизана», в феврале 2011 он приехал на просмотр в «Амкар». Провёл с пермяками 2 учебно-тренировочных сбора и подписал 3-летний контракт. За «Амкар» дебютировал 6 марта в матче Кубка России против «Краснодара», проведя на поле 99 минут. В 2011 году Предраг не смог закрепиться в стартовом составе «Амкара» и провел за весь год 9 матчей, из которых 7 — в стартовом составе.